# Fissicrambus fissiradiellus
Fissicrambus fissiradiellus là một loài bướm đêm trong họ Crambidae.